# Coryphantha difficilis
Coryphantha difficilis là một loài thực vật có hoa trong họ Cactaceae. Loài này được (Quehl) Orcutt mô tả khoa học đầu tiên năm 1926.